# Ghisonaccia
Ghisonaccia (en cors Ghisunaccia) és un municipi francès, situat a la regió de Còrsega, al departament d'Alta Còrsega. L'any 1999 tenia 3.168 habitants. Limita amb els municipis d'Aléria, Aghione, Pietroso, Ghisoni, Lugo-di-Nazza, Poggio-di-Nazza, i Prunelli-di-Fiumorbo.

## Demografia
| 1962  | 1968  | 1975  | 1982  | 1990  | 1999  |
| ----- | ----- | ----- | ----- | ----- | ----- |
| 1.540 | 2.473 | 3.240 | 3.297 | 3.270 | 3.168 |

## Administració
| Període | Identitat       | Partit | Qualitat |  |
| ------- | --------------- | ------ | -------- |  |
| 2008-   | Françis Giudici |        |          |  |